# Odostomia dicella
Odostomia dicella är en snäckart som beskrevs av Bartsch 1912. Odostomia dicella ingår i släktet Odostomia och familjen Pyramidellidae. Inga underarter finns listade i Catalogue of Life.